# Snow White and the Seven Samurai
Snow White and the Seven Samurai ist ein US-amerikanischer Actionfilm aus dem Jahr 2023 von Michael Su, der auch für die Kamera verantwortlich war. Das Drehbuch verfassten Marc Gottlieb und Jacob David Smith. Als Hauptdarsteller wird Quinton Jackson genannt. Der Film wurde von The Asylum produziert.

## Handlung
Joseph Voight hat sich den Ruf als Inhaber des größten Kokainkartells namens „Vier Säulen“ in Kalifornien aufgebaut. Seine Tochter Anya Voight trägt in Anspielung auf das weiße Pulver Kokain in der Universität den Spitznamen „Snow White“ (Schneewittchen). Ihre Sorge um das Leben ihres Vaters wächst mit der stetigen Vergrößerung seines Einflussbereiches. Daher bittet sie ihn in einem persönlichen Gespräch unter vier Augen darum, von seinem Posten abzutreten, damit auch sie vorurteilsfrei nach ihrem Studium eine eigene Karriere aufbauen kann. Bevor es dazu kommt, wird er allerdings umgebracht. Im Testament wird ihre Stiefmutter Quinn Voight lediglich mit 20 Millionen US-Dollar beerbt, Anya erhält den Großteil allein. Die Bedingung ist lediglich, dass Anya die Millionen nur in legale Geschäfte investiert.
Um ihre Millionen und ihre Vormachtstellung im Kartell gebracht beschließt Quinn, ihren Auftragsmörder, einen merkwürdigen, geheimnisvollen Mann verhüllt unter einer Kapuze, mit einem Mordanschlag auf ihre Stieftochter zu beauftragen. Kurz bevor er seine abscheuliche Tat ausführen kann, wird er von Luna und weiteren jungen Frauen daran gehindert und muss die Flucht antreten. Luna stellt sich als Anführerin einer modernen Samurai-Gruppierung vor, die mit ihr aus insgesamt sieben Mitgliedern besteht. Damit sich Anya zukünftig selbst verteidigen kann, wird beschlossen, sie zu einer Samurai auszubilden.
Bei der Gruppierung, die sich selbst Onna-musha nennt, lernt sie alles, um Rache gegen ihre Stiefmutter üben zu können.

## Hintergrund
Der Großteil des Films entstand in einem Filmstudio in Burbank.
Als Onna-musha werden japanische Kriegerinnen vor der Meiji-Periode bezeichnet. Sie kämpften gemeinsam mit den Samurai. Im feudalen Japan wurden sie zu Mitgliedern des Kriegerstandes gehoben und waren darin geschult, verschiedene Waffen zu benutzen. Ihre Aufgabe war es, in Kriegszeiten ihre Familie, ihren Haushalt und ihre Ehre zu verteidigen.
Der Film erschien am 1. März 2024 in den USA. In Deutschland erschien der Film am 13. Dezember 2024 auf DVD und Blu-ray Disc.

## Rezeption
Der Film ist eine Mischung aus dem bekannten Schneewittchen-Märchen und dem Film Die sieben Samurai von Akira Kurosawa in der heutigen Zeit spielend.
Jim Morazzini lobt in seiner Filmreview für Voices From The Balcony, dass der Film „genug Kämpfe, Schießereien und Trainingsszenen“ hätte, um einen gewillten Zuschauer fesseln zu können. Er ist der Meinung, dass Quinton Jackson schauspielerisch „eine seiner besten Leistungen“ darbietet. Dies liegt seiner Meinung nach vor allem an der Tatsache, dass er wenig Dialoge zu sprechen hätte und sich „auf seine imposante Größe und Kampffähigkeit“ konzentrieren könne. Das Schauspiel von Gina Vitori wird als „überragend“ bezeichnet. Gelobt werden außerdem die Leistungen von Stunt-Koordinator Shaun Charney und dessen Stuntleuten, da die Kampfszenen besser seien als das, was man „normalerweise von The Asylum erhalten“ zu sehen bekommt. Final erhält der Film 3,5 von 5,0 Sternen.
Aufgrund zu weniger Abstimmung hat der Film auf Rotten Tomatoes keine Wertung. In der Internet Movie Database hat der Film bei über 300 Stimmabgaben eine Wertung von 3,1 von 10,0 möglichen Sternen (Stand: Juni 2025).